# Поломеницы
Поломеницы  — деревня в Торжокском районе Тверской области. Входит в состав Мошковского сельского поселения.

## География
Находится в центральной части Тверской области на расстоянии приблизительно 28 км на юг-юго-восток по прямой от районного центра города Торжок.

## История
Деревня была отмечена ещё на карте Менде (состояние местности на 1848 год). В 1859 году здесь (деревня Старицкого уезда Тверской губернии) было учтено 86 дворов, в 1941—104.

## Население
Численность населения: 501 человек (1859 год), 33 (русские 97 %) в 2002 году, 18 в 2010.